# Черепанов, Семён Иванович
Семён Иванович Черепанов (10 [22] апреля 1810, Кударинская крепость, Иркутская губерния — октябрь 1884, Казань) — российский писатель, журналист.

## Биография
Происходил из сибирских казаков. Отец — Иван Адрианович Черепанов, служил пограничным дистанционным начальником в Кударинской крепости, в 45 верстах от Кяхты. Мать — Мария Афанасьевна, дочь кяхтинского купца Якимова.
С 13 декабря 1823 года, по окончании Кяхтинского уездного училища, служил подканцеляристом в Троицкосавском пограничном управлении.
С 1828 года, переписавшись в казаки, служил в Иркутском казачьем полку (Отдельный Сибирский корпус) в чине сотника. В 1829 году — начальник отряда казаков, посланных против бурятов-харапутов, оспаривавших наши владения на хребте Колоту, по границе с Китаем, и в происшедшей с ними схватке был ранен в ногу. В 1830 и 1831 годах сопровождал российскую миссию в Китай и, находясь в Пекине, вёл дневник (с 18.11.1830 по 10.5.1831; в 1854 и 1856 издан в «Библиотеке для чтения»), а также собственноручно выполнил съёмку планов российских и португальского монастырей.
С 1833 года — смотритель казённых зданий в Иркутске; со следственной комиссией находился на Александровском винокуренном казённом заводе по делу о выпуске фальшивых ассигнаций, в этот период познакомился с находившимся в ссылке декабристом И. И. Завалишиным. В октябре 1834 года должность С. И. Черепанова была упразднена (что связано было с отъездом к новому месту службы генерал-губернатора Н. С. Сулимы, благоволившего Черепанову), и он снова был переведён на службу во фронт. Вскоре в том же году у С. И. Черепанова были найдены письма к нему Завалишина, в связи с чем он был арестован и после недельного заключения в тюрьме «за вольнодумство» был переведён из Иркутска на службу в Забайкальский казачий полк.
В 1837 году, с назначением Восточно-сибирского генерал-губернатора генерала В. Я. Руперта С. И. Черепанов вернулся на службу в Иркутск. После 1843 года он поступил на службу к золотопромышленнику Н. Ф. Мясникову, где был занят в изыскательских экспедициях по Забайкалью. Через некоторое время, устав от кочевой жизни, он сдал в Иркутске экзамен на звание учителя русского языка и стал работать в этом качестве в пансионе, открытом в Иркутске его женой; одновременно был ещё винным приставом в Кяхте.
1 июня 1861 года вышел в отставку. Жил в Петербурге, затем в Казани, посвятив себя журналистике.

### Семья
Жена (с 1843) — Надежда Ивановна, гувернантка у детей генерал-губернатора В. Я. Руперта.

## Творчество
С конца 1840-х годов сотрудничал с «Иллюстрацией» (Башуцкого), «Библиотекой для чтения», «СПб. Ведомостями», «Северной пчелой». В 1853—1874 годы печатался практически во всех газетах. Статьи посвящены исключительно интересам Сибири и Казанского края и содержат много ценных материалов по географии, этнографии, флоре и фауне, истории, археологии. Писал также и повести («Не отысканное богатство», «Сибирячка» и др.).
Известны статьи:
- Кристальный дворец в Сибири // Северная Пчела. — 1854. — № 5.
- Путешествие сибирского казака в Китай // Библиотека для чтения. — 1854. — кн. 2.
  - Путешествие сибирского казака в Пекин // Журнал военно-учебных заведений. — 1854. — № 430, 431.
- Воспоминание о ловле зверей в Сибири // Библиотека для чтения. — 1854. — кн. 2, 4, 5.
- О рыбном лове в Сибири : воспоминания // Библиотека для чтения. — 1855. — кн. 2.
- Сибирячка : повесть // Библиотека для чтения. — 1855. — кн. 6.
- Дневник русского, веденный в Пекине с 18-го ноября 1830 по 10-е мая 1831 года // Библиотека для чтения. — 1856. — кн. 3, 4.
- Ирбитская ярмарка : из путевых заметок // Библиотека для чтения. — 1856. — кн. 9.
- Неотысканное богатство : рассказ // Библиотека для чтения. — 1857. — кн. 4.
- Кое-что о пространстве России // С.-Петербургские ведомости. — 1859. — № 32.
- Сибирские скалы : из альбома и записок // Иллюстрация. — 1859. — № 77—81.
- Сибирские горы // Иллюстрация. — 1859. — № 93, 94, 96, 98.
- О сибирских птицах // Библиотека для чтения. — 1859. — кн. 7.
- О городских библиотеках // С.-Петербургские ведомости. — 1859. — № 263; 1860. — № 239.
- О городских библиотеках и устройстве быта отставных и заштатных чиновников // Сын отечества. — 1860. — № 21, 28.
- Вода и водопроводы в Казани : очерк развития проектов в период 1808—1858 годов // Северная почта. — 1862. — № 203.
- Пароходство через Волгу // Сев. почта. — 1863. — № 120.
- Черепки сочинений, переводов и изданий в стихах и прозе. — Казань, 1868. — Ч. 1.
- Рапорт о тайном обществе 1826 года // Русская старина. — 1872. — Т. 6.
- Отрывки из воспоминаний сибирского казака // Древняя и Новая Россия. — 1876. — кн. 5—7.
- Отметка против заметки Завалишина // Древняя и Новая Россия. — 1876. — кн. 11.
- Беды от писанья : извлечение из воспоминаний // Современные известия. — 1878. — № 256.
- Родные блага, вытесненные чужими // Современные известия. — 1879. — № 100.
- Записка о кяхтинском китайском наречии русского языка // Известия Российской Академии. — II. — С. 370—377.

Отдельно изданы:
- Черепанов С. И. О наградах и наказаниях Земных / Сост. по простым понятиям С. И. Черепанов. — Казань : Губ. тип., 1862. — 46 с.
- Черепанов С. И. Отрывки из воспоминаний С. И. Черепанова, напечатанные в «Древней и новой России» 1876 г. — Казань : типо и лит. А. И. Линимайер, 1879. — 83 с.
- Черепанов С. И. Прозаическое послание к русским женщинам. — Казань : тип. Ун-та, 1864. — 31 с.
- Черепанов С. И. Путелетатель и его письма, переведенные Нижеподписавшимся. — Казань : тип. К. А. Тилли, 1867 (обл. 1868). — Вып. 1.